# 社區經濟互助計劃
社區經濟互助計劃（英文：Community Oriented Mutual Economy，縮寫：COME）是香港灣仔聖雅各福群會於2001年起所試行的社區貨幣計劃。這項計劃發行了自己的社區貨幣，稱為「時分券」。
时分券虽然不是香港法定货币，并没有被大量使用，但是目前它是合法的货币，主要是给社会底层人士所使用。